# Movimento (revista)
Movimento: cinema, arte, elegância foi o seu título até ao nº 4. A partir daí passou a designar-se Movimento: Quinzenário Cinematográfico e, a partir do nº 25, Movimento: Revista de Cinema. Criada e impressa no Porto em 1933, ano de extrema importância para a produção cinematográfica em Portugal, procurou, através da sua extensa colaboração, informar o público sobre as atualizações ocorridas no cinema nacional e estrangeiro. Vários foram os apaixonados por esta arte que nela colaboraram, a saber: Armando Vieira Pinto, Armando Barros, Alexandre Médicis, Alexandre Serpa, Adolfo Casais Monteiro, Carlos Carneiro, Fernando de Barros, Vasco Rodrigues, Francisco Viana, Alberto de Serpa,  António Botto, António Lopes Ribeiro, António Lourenço, João Carlos Celestino Gomes, Corália Escobar, Fernando Marinho, Alves da Costa, Horácio de Castro Guimarães, Emílio Paúl, José dos Santos Stocker, José Régio, José Rocha, Jorge de Sena, Leitão de Barros, Manoel de Oliveira, Maria Branca, Marianela de Castro,  Movex (Dr.), Nita Brandão, Pinheiro da Rocha, Ribeiro da Silva, Rodrigues de Freitas, Santana Dionísio e  Stephane Börg.